# Echinodiopsis
Echinodiopsis là một chi rêu trong họ Neckeraceae.